# شرکت صنعتی هواگردسازی شیان
شرکت صنعتی هواگردسازی شیان شرکت تولیدکننده و طراح هواگردهای با اندازهٔ متوسط و بزرگ در چین است. دفتر مرکزی این شرکت در محلهٔ یانلیانگ، شیان در استان شاآنشی است. این شرکت در سال ۱۹۵۸ بر پا شد و دارای ۲۰،۰۰۰ پرسنل می‌باشد.